# Натахтарі (летовище)
Летовище Натахтарі (груз. ნატახტარი, (ICAO: UGSA)) — летовище внутрішніх авіаліній розташовано у Натахтарі, Мцхета-Мтіанеті, Грузія. Також обслуговує Мцхета і Тбілісі. Автобусне сполучення до Тбілісі.

## Авіалінії та напрямки
| Авіакомпанія         | Пункт призначення                   |
| -------------------- | ----------------------------------- |
| Vanilla Sky Airlines | Амбролаурі, Батумі, Кутаїсі, Местія |